# Barrio de Guadalupe, Nicolás Romero
Barrio de Guadalupe är en ort i Mexiko, tillhörande kommunen Nicolás Romero i delstaten Mexiko. Barrio de Guadalupe ligger i den centrala delen av landet och tillhör Mexico Citys storstadsområde. Orten hade 945 invånare vid folkmätningen 2010.